# بارو، شارونت
بارو (به فرانسوی: Barro) یک کمون (فرانسه) در فرانسه است که در canton of Ruffec واقع شده‌است. بارو ۱۰٫۶۵ کیلومتر مربع مساحت دارد ۸۵ متر بالاتر از سطح دریا واقع شده‌است.